# Carpintería de ribera de Coria del Río
La carpintería de ribera de Coria del Río es una Actividad de Interés Etnológico inscrita en el Catálogo General del Patrimonio Histórico Andaluz.
La carpintería de ribera ha sido un oficio que, junto a muchos otros desaparecidos o en vías de desaparición, ha estado ligado al río Guadalquivir, en concreto a la localidad sevillana de Coria del Río.
La carpintería de ribera necesita para su ejecución un ámbito que comprende unas instalaciones inmuebles, el taller propiamente dicho, y un espacio al aire libre donde se desarrolla la mayor parte del trabajo. Por último, la actividad culmina con la botadura del barco en el embarcadero próximo.
En este caso, el taller está compuesto por dos cuartos yuxtapuestos. El cuarto principal, donde se encuentra el instrumental, tiene forma cuadrangular de 5,50 m X 4,5 m. El segundo, usado como almacén, tiene dimensiones muy similares. Delante de estas dos habitaciones se encuentra una zona porticada de mayor superficie. En esta zona se trabajan algunas piezas, usándose también como secadero de troncos que se curan a la intemperie.
El espacio exterior que circunda a este inmueble es fundamental para el oficio. De esta manera la construcción de embarcaciones, tras la conformación de las piezas que se realiza en el taller, se realiza en el espacio público que se encuentra a la izquierda del taller.
En la zona posterior del taller, por otra parte, se encuentra el carro metálico, que arrastrado por un tractor agrícola, facilitará el transporte de la embarcación al río para su botadura. 